# Palazzo Centini-Piccolomini
Il palazzo Centini-Piccolomini è un edificio del centro storico di Ascoli Piceno, ubicato in corso Giuseppe Mazzini, all'angolo con Via Sacconi, nelle vicinanze di Piazza del Popolo.

## Storia e Descrizione
Costruito con blocchi di travertino, tipico materiale del territorio ascolano, ha una lunga facciata incompiuta di due livelli, aperte da belle finestre barocche. Il fronte principale dà su corso Mazzini, dove spicca un portale preceduto da due colonne doriche atte a sorreggere un balcone balaustrato. 
L'edificio venne costruito nel XVI secolo fondendo diverse parti medievali e adattandole al gusto e modi di vivere rinascimentali.
All'inizio del Settecento si intraprese un'altra campagna di lavori di rinnovo del vecchio palazzo. Il cantiere venne affidato al celebre architetto locale Lazzaro Giosafatti, che ampliò l'edificio e creò un'unità delle diverse parti del complesso. In particolare gli viene attribuita la facciata con il portale centrale a colonne e finestra balconata.
All'interno si apre su una corte porticata sorretta da semplici colonne corinzie in travertino. Il primo piano presenta due sale principali ed un salone, di impianto ancora cinquecentesco, dipinti a tempera da un altro grande artista di Ascoli, Biagio Miniera, nel XVIII secolo. Essi si rifanno alla mitologia greco-ellenistica. Nella prima sala sono grandi Scene mitologiche circondate da grottesche e un soffitto ligneo a travi dipinte a cassettoni. La seconda sala, più semplice, riporta un soffitto ligneo dipinto a finta cassonatura. Nel salone angolare sono raffigurati Episodi della Guerra di Troia, dalla Battaglia degli Achei contro i troiani, al Ratto di Elena, al Cavallo di Troia, intervallati da grottesche. Il soffitto costituito da una volta a specchio s'inquadra su pitture illusionistiche arricchite da angeli che portano in volo cammei-medaglioni monocromi. Al centro sono Amore e Psiche e gli Dei dell'Olimpo. Le porte sono dipinte con Personaggi mitologici e Allegorie di Regioni italiane.